# Arsinoia
Arsinoea, Arsinoia o Arsínoe (griego antiguo: Ἀρσινόεια, Ἀρσινοΐα o Ἀρσινόη respectivamente) fue una ciudad del período helenístico ubicada en la costa del mar Egeo, cerca de Éfeso, en el territorio de la actual Turquía.

## Historia
El basileos (rey) Lisímaco, uno de los diádocos, los generales que lucharon por repartirse el imperio de Alejandro Magno, empezó a construir la nueva ciudad en cuando Éfeso paso bajo su control. Lisímaco construyó las murallas a 2 km al este de Éfeso, alrededor este del templo de Artemisa, porque los sedimentos del río Caístro formaron pantanos donde se originó una epidemia de malaria que mató mucha gente. Pero como los efesios no querían trasladar su ciudad, el rey la hizo inundar cerrando las salidas de agua un día de mucha lluvia, logrando obligarlos. Al parecer, los habitantes de Lébedos y Colofón, por luchar a favor de su rival, Antígono I Monóftalmos, también fueron obligados a trasladarse a la urbe. Es posible que el pequeño puerto de Pígela también desapareciera como centro autónomo y fuera absorbido por la nueva urbe.
Lisímaco nombró este nuevo emplazamiento para honrar a su segunda esposa Arsinoe II, según Salowey, después de vencer a Demetrio Poliorcetes en 289-288 a. C. En cambio, Burstein señala que la fecha fue 294 a. C. y agrega que fue parte de un proceso que apoda «"destrucción" figurativa» en que los habitantes de una ciudad eran obligados a integrarse en una nueva. Un caso similar se vivió quince años antes, cuando Cardia fue reemplazada por Lisimaquia. De este modo, Lisímaco consiguió fundar sus capitales, la europea (Lisimaquia) y la asiática (Arsinoia).
Se ha especulado con que Lisímaco pudo haber dado a su esposa el gobierno de Heraclea Póntica, Casandrea y Arsinoea, pero fundar o renombrar una ciudad en honor a una mujer no equivalía a ponerla bajo su mando. Lo cierto es que aún a mediados del siglo III a. C., la reina aparecía en monedas de mediados del siglo como diosa de la ciudad, pues las monedas representaban a Artemisa con los rasgos faciales de la reina, siendo uno de los primeros casos documentados de una mujer divinizada. Al parecer, después de la derrota y muerte de Lisímaco en Corupedio, la ciudad recuperó su nombre de Éfeso.

### Clásica
- Estrabón. Geografía. Libro XIV. Versión digitalizada por Perseus, basada en edición y traducción griego antiguo-inglés por H. C. Hamilton & W. Falconer, Londres: George Bell & Sons, 1903.
- Pausanias. Descripción de Grecia. Libros I y VII. Versión digitalizada por Perseus, basada en traducción griego-inglés por W. H. S. Jones & H. A. Ormerod, Cambridge: Harvard University Press, 1918.

### Moderna
- Bevan, Edwyn Robert (1902). The House of Seleucus (en idioma) I. Londres: E. Arnold.
- Burstein, Stanley M. (1986). «Lysimachus and the Cities: The Early Years». The Ancient World (14): 19-24.
- Donnelly Carney, Elizabeth (2000). Women and Monarchy in Macedonia (en inglés). Norman: University of Oklahoma Press. ISBN 9780806132129.
- Mastrocinque, Attilio (1979). La Caria e la Ionia meridionale in epoca ellenistica (323-188 a.C.) (en italiano). Roma: L'Erma di Bretschneider. ISBN 9788870623604.
- Lund, Helen S. (1994). Lysimachus: A Study in Early Hellenistic Kingship (en inglés). Londres: Routledge.
- Pape, Wilhelm (1870). Wörterbuch der griechischen Eigennamen (en alemán) III. Brunswick: G. Benseler.
- Salowey, Christina A.; Frank Northen Magill (2004). Great Lives from History: Aaron-Lysippus (en inglés) I. Pasadena: Salem Press. ISBN 9781587651533.
- Savelli, Sveva (2018). Efestia II la necropoli (V secolo a.C.-V/ VI secolo d.C.) (en italiano) III. Roma: Scuola archeologica italiana di Atene. ISBN 9789609559126.
- Talbert, Richard (2000). Barrington Atlas of the Greek and Roman World (en idioma). Princeton: Princeton University Press.

- Datos: Q130100981